# 沃德·埃文斯
沃德·埃文斯（Ward Vinton Evans，1880年6月6日—1957年8月2日）是一位美國化學家，曾是西北大学和芝加哥洛約拉大學的教授。奧本海默安全聽證會召開期間，他是評審委員會成員，是評審委員會共有三位成員，該委員會最終決定吊銷罗伯特·奥本海默的安全許可證。沃德·埃文斯是唯一一位投票支持罗伯特·奥本海默繼續保留安全許可證的評審委員會成員，他表示“如果吊銷罗伯特·奥本海默的安全許可證，那將是我們國家的恥辱。”